# Живко Валентина Степанівна
Валентина Степанівна Живко (нар. 9 квітня 1950, Краснодон, Ворошиловградська обл. (нині Луганська обл.) — 10 грудня 2018) — українська гончарка, майстриня художньої кераміки. Членкиня НСМНМУ (1990).

## Життєпис
Народилася у Краснодоні на Донбасі, де батько працював шахтарем. У віці 5 років сім'я повернулася на Вінниччину, у село Бубнівка, звідки були родом батьки. Після закінчення школи Валентина навчалася на швачку.
Мистецтву кераміки та гончарства Валентина Живко навчалася у Фросини Міщенко. З 1995 року працювала на виробничо–художньому об'єднанні «Бубнівська кераміка» на Гайсинщині Вінницької області, яке було створене за підтримки Національної спілки майстрів народного мистецтва України. Вела гурток кераміки у місцевій школі.
У гончарних виробах майстриня часто використовувала рослинні орнаменти, картини побуту, народні образи та елементи українського села.
В останні роки Валентина Живко створила серію робіт із білої глини, це коники і баранці, які мають мінімум розпису або зовсім його позбавлені, прикрашені декоративними елементами — грива, хвіст, прикраси на грудях і на ногах. У роботах із білої глини майстриня основний акцент ставить на фактурність, що надає їм самобутності.
Учасниця всеукраїнського симпозіум кераміки у смт. Седнів Чернігівської області (1988). Учасниця пленера гончарів у Бубнівці.
Померла 10 грудня 2018 року після перенесеного інсульту у селі Бубнівка.

## Виставки
Учасниця всеукраїнських мистецьких виставок, пленерів гончарів у Бубнівці!
Персональні виставки відбулися у Києві, Вінниці (2009). Остання виставка відбулася у Вінницькому обласному центрі народної творчості, на якій художниця представила картини у стилі народного малярства.

## Вироби
У традиціях бубнівської кераміки створювала миски, глечики, горщики, куманці, барильця, баранці, підсвічники, дитячі іграшки.
Вироби зберігаються у Національному музеї-заповіднику українського гончарства в смт. Опішня Зіньківського району Полтавської області, Вінницькому краєзнавчому музеї, Музеї історії міста Ладижина Вінницької області, МУНДМ, Українському центрі народної культури «Музей Івана Гончара» (Київ).
Основні вироби
«Баранець», 2008 р.
Казкові звірі — леви, баранці, коники.
Миски, посудини для вареників, вази, підсвічники.